# Gremilly
Gremilly település Franciaországban, Meuse megyében. Lakosainak száma 44 fő (2022. január 1.). Gremilly Azannes-et-Soumazannes, Billy-sous-Mangiennes, Gincrey, Loison, Maucourt-sur-Orne és Ornes községekkel határos.

## Népesség
A település népességének változása:
| Lakosok száma | 39   | 24   | 27   | 25   | 33   | 41   | 40   | 39   | 41   | 44   |
|               | 1968 | 1982 | 1990 | 2006 | 2013 | 2015 | 2017 | 2019 | 2020 | 2022 |